# Ctenotus greeri
Ctenotus greeri este o specie de șopârle din genul Ctenotus, familia Scincidae, descrisă de Storr 1979. Conform Catalogue of Life specia Ctenotus greeri nu are subspecii cunoscute.